# 費爾森堡

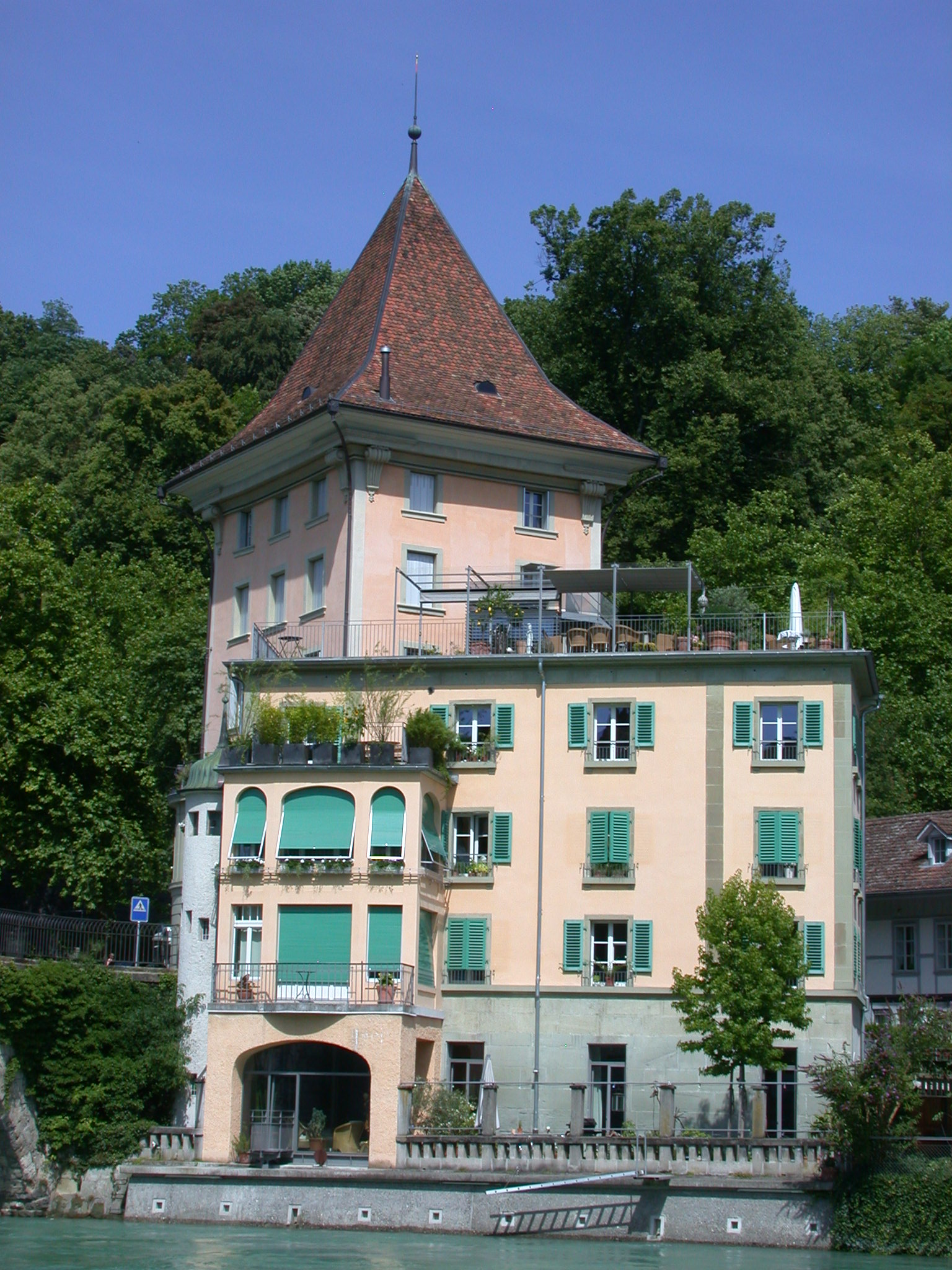

費爾森堡（德語：Felsenburg）是位於瑞士伯恩的一座城堡和尖塔建築，已入选瑞士國家文化財產，并以伯尔尼老城的一部分成为聯合國教科文組織评定的世界遺產。